# 三带犰狳属
三帶犰狳屬（學名：Tolypeutes）是有甲目倭犰狳科的一屬，包括兩種三帶犰狳：
- 南方三帶犰狳 T. matactus
- 巴西三帶犰狳 T. tricinctus